# Bureau de régie interne
Le Bureau de régie interne est l'organisme responsable de l'administration et des finances de la Chambre des communes du Canada. Son existence remonte à une loi de 1868, intitulée Acte concernant l’Économie intérieure de la Chambre des communes et pour d’autres fins. Son mandat est défini par la Loi sur le Parlement du Canada, le Règlement de la Chambre des communes et la Loi sur les relations de travail au Parlement. 

## Mission
Le Bureau gère toutes les dépenses de fonctionnement et d’administration de la Chambre, y compris les traitements des employés et les sommes versées aux députés en indemnités parlementaires, ainsi qu'en frais de déplacement et de communication.

## Composition
Le Bureau se compose du Président de la Chambre, de deux ministres (nommés par le gouverneur en conseil), du chef de l’Opposition (ou son représentant) et d’autres membres nommés de façon à assurer l’égalité entre le gouvernement et l’opposition (en exceptant le Président), sans égard à la composition de la Chambre des communes. Tous les partis reconnus à la Chambre (c’est‑à‑dire qui détiennent au moins 12 sièges) sont représentés au sein du Bureau. Le quorum pour la tenue d'une réunion exige la présence de cinq membres, président compris. 
En 2013, le Bureau est constitué des membres suivants:
- Andrew Scheer,  Parti conservateur du Canada, Président
- Nathan Cullen, Nouveau Parti démocratique
- Judy Foote, Parti libéral du Canada
- Rob Merrifield, Parti conservateur du Canada
- Gordon O'Connor, Parti conservateur du Canada
- Nycole Turmel, Nouveau Parti démocratique
- Peter Van Loan, Parti conservateur du Canada, leader parlementaire

## Fonctionnement
Les réunions du Bureau se passent le plus souvent à huis clos. Toutefois, en vue de restaurer la confiance du public après le scandale des dépenses du Sénat, Justin Trudeau annonce en juin 2013 le dépôt d'un projet de loi qui permettrait au public d'assister à ces réunions, sauf cas exceptionnels. Ce projet doit être discuté à l'automne 2013.